# Оскар (7-ма церемонія вручення)
7-ма церемонія вручення кінопремії «Оскар» відбулася 27 лютого 1935 року.
На цій церемонії вперше було вручено нагороди в номінаціях «Найкращий монтаж», «Найкраща пісня» та «Найкращий саундтрек». До 1938 року нагороду за музику до фільму отримував голова музичного департаменту студії, яка випустила стрічку, а не композитор.

## Фотогалерея
|                                                                    |
| Френк Капра і Гаррі Кон, продюсери фільму «Це сталося якось вночі» |

|                                          |
| Френк Капра, найкраща режисерська робота |

|                                     |
| Кларк Гейбл, найкраща чоловіча роль |

|                                      |
| Клодет Кольбер, найкраща жіноча роль |

|                                                           |
| Волт Дісней, найкращий анімаційний короткометражний фільм |

|                                                        |
| Седрік Гіббонс, найкраща робота художника-постановника |

|                                             |
| Віктор Мілнер, найкраща операторська робота |

### Найкраща режисерська робота
| Лауреат                                | Номінанти                                                             |
| -------------------------------------- | --------------------------------------------------------------------- |
| - Френк Капра «Це сталося якось вночі» | - Віктор Шерцінгер «Одна ніч кохання» - В. С. Ван Дайк «Тонка людина» |

### Найкраща чоловіча роль
| Лауреат                                | Номінанти                                                      |
| -------------------------------------- | -------------------------------------------------------------- |
| - Кларк Гейбл «Це сталося якось вночі» | - Френк Морган «Романи Челліні» - Вільям Павелл «Тонка людина» |

### Найкраща жіноча роль
| Лауреат                                   | Номінанти |
| ----------------------------------------- | --- |
| - Клодет Кольбер «Це сталося якось вночі» | - Бетті Девіс «Тягар пристрастей людських» - Грейс Мур «Одна ніч кохання» - Норма Ширер «Баррети з Вімпоул-стріт» |

## Переможці та номінанти

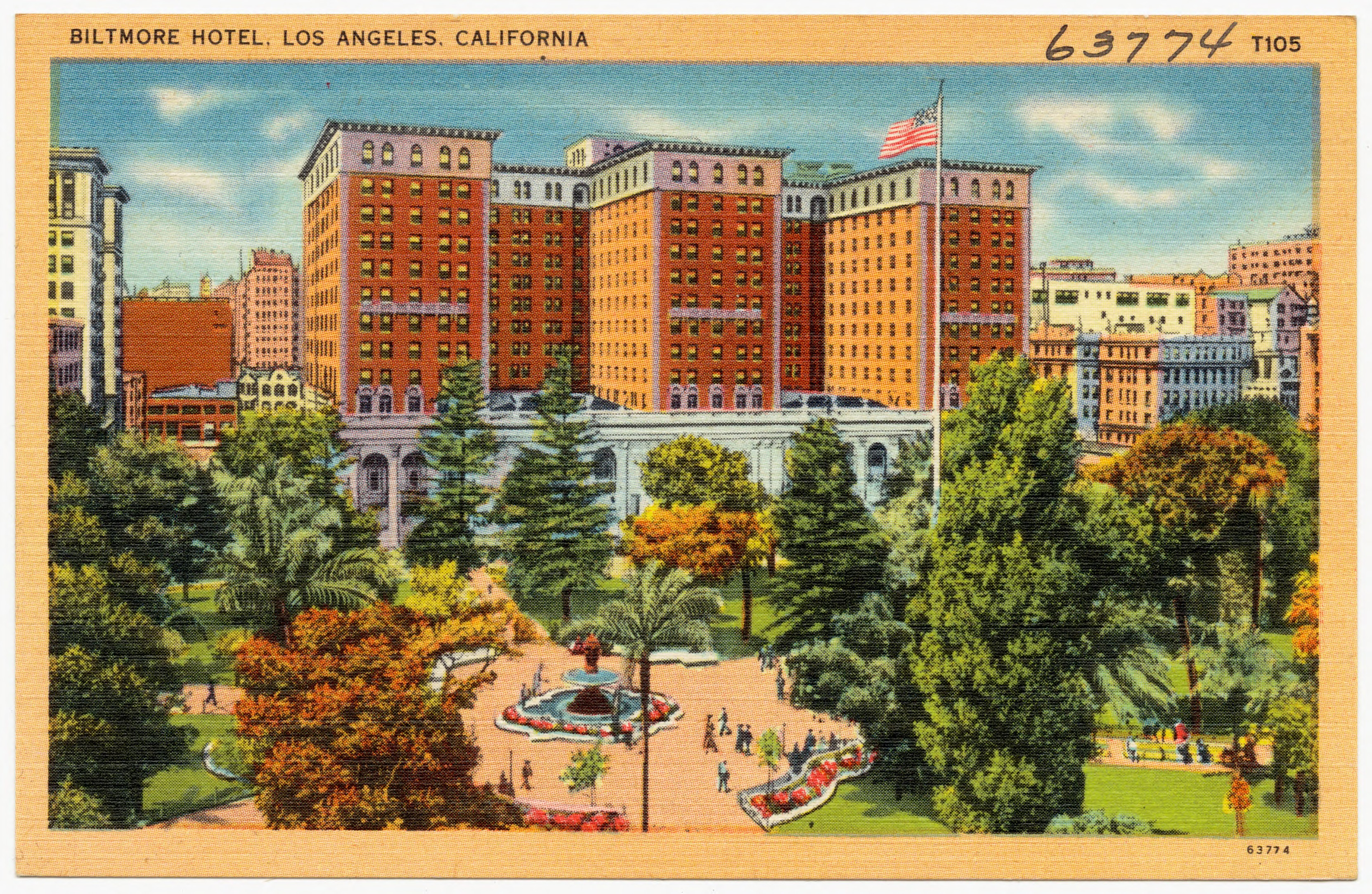
Готель «Балтимор», у якому відбулася 7-ма церемонія вручення премії «Оскар», 27 лютого 1935 року

В таблиці наведено список кінокартин, які отримали декілька номінацій або перемог:
| Фільм                   | Кількість номінацій | Кількість перемог |
| ----------------------- | ------------------- | ----------------- |
| Одна ніч кохання        | 6                   | 2                 |
| Це сталося якось вночі  | 5                   | 5                 |
| Клеопатра               | 5                   | 1                 |
| Веселе розлучення       | 5                   | 1                 |
| Хай живе Вілья!         | 4                   | 1                 |
| Романи Челліні          | 4                   | —                 |
| Тонка людина            | 4                   | —                 |
| Імітація життя          | 3                   | —                 |
| Баррети з Вімпоул-стріт | 2                   | —                 |
| Парад білих халатів     | 2                   | —                 |
| Доріжка флірту          | 2                   | —                 |

Переможці виділені окремим кольором.
| Категорії                                     | Лауреати та номінанти                                                                             |
| --------------------------------------------- | ------------------------------------------------------------------------------------------------- |
| Видатна постановка                            | «Це сталося якось вночі» / It Happened One Night — Френк Капра та Гаррі Кон (Columbia Pictures)   |
| Видатна постановка                            | «Баррети з Вімпоул-стріт» /The Barretts of Wimpole Street — Ірвінг Тальберг (Metro-Goldwyn-Mayer) |
| Видатна постановка                            | «Парад білих халатів» / The White Parade — Джессі Л. Ласкі (Fox Film Corporation)                 |
| Видатна постановка                            | «До справи береться флот» / Here Comes the Navy — Луїс Едельман (Warner Brothers)                 |
| Видатна постановка                            | «Веселе розлучення» / The Gay Divorcee — Пандро С. Берман (RKO Radio)                             |
| Видатна постановка                            | «Хай живе Вілья!» / Viva Villa! — Девід О. Селзнік (Metro-Goldwyn-Mayer)                          |
| Видатна постановка                            | «Доріжка флірту» / Flirtation Walk — Джек Ворнер (First National)                                 |
| Видатна постановка                            | «Будинок Ротшильдів» / The House of Rothschild — Дерріл Занук (20th Century Fox)                  |
| Видатна постановка                            | «Імітація життя» / Imitation of Life — Джон М. Стал (Universal)                                   |
| Видатна постановка                            | «Клеопатра» / Cleopatra — Сесіль Б. Де Мілль (Paramount Pictures)                                 |
| Видатна постановка                            | «Одна ніч кохання» / One Night of Love — Гаррі Кон та Еверетт Ріскін (Columbia Pictures)          |
| Видатна постановка                            | «Тонка людина» / The Thin Man — Гант Стромберг (Metro-Goldwyn-Mayer)                              |
| Найкраща режисерська робота                   | Френк Капра — «Це сталося якось вночі» / It Happened One Night                                    |
| Найкраща режисерська робота                   | Віктор Шерцінгер — «Одна ніч кохання» / One Night of Love                                         |
| Найкраща режисерська робота                   | Вудбрідж Стронг Ван Дайк — «Тонка людина» / The Thin Man                                          |
| Найкраща чоловіча роль                        | Кларк Гейбл — «Це сталося якось вночі» / It Happened One Night                                    |
| Найкраща чоловіча роль                        | Френк Морган — «Романи Челліні» / The Affairs of Cellini                                          |
| Найкраща чоловіча роль                        | Вільям Павелл — «Тонка людина» / The Thin Man                                                     |
| Найкраща жіноча роль                          | Клодет Кольбер — «Це сталося якось вночі» / It Happened One Night                                 |
| Найкраща жіноча роль                          | Бетті Девіс — «Тягар пристрастей людських» / Of Human Bondage                                     |
| Найкраща жіноча роль                          | Грейс Мур — «Одна ніч кохання» / One Night of Love                                                |
| Найкраща жіноча роль                          | Норма Ширер — «Баррети з Вімпоул-стріт» / The Barretts of Wimpole Street                          |
| Найкращий адаптований сценарій                | «Це сталося якось вночі» / It Happened One Night — Роберт Ріскін                                  |
| Найкращий адаптований сценарій                | «Хай живе Вілья!» / Viva Villa! — Бен Гект                                                        |
| Найкращий адаптований сценарій                | «Тонка людина» / The Thin Man — Альберт Гекетт, Френсіс Гудріч                                    |
| Найкращий сюжет                               | «Мангеттенська мелодрама» / Manhattan Melodrama — Артур Цезар                                     |
| Найкращий сюжет                               | «Найбагатша дівчина у світі» / The Richest Girl in the World — Норман Красна                      |
| Найкращий сюжет                               | «Прихований шлях» / Hide-Out — Маурі Грашін                                                       |
| Найкраща музика до фільму                     | «Одна ніч кохання» / One Night of Love — Columbia Studio Sound Department                         |
| Найкраща музика до фільму                     | «Веселе розлучення» / The Gay Divorcee — RKO Radio Studio Music Department                        |
| Найкраща музика до фільму                     | «Загублений патруль» / The Lost Patrol — RKO Radio Studio Music Department                        |
| Найкраща пісня до фільму                      | The Continental — «Веселе розлучення», музика: Кон Конрад, текст: Герберт Меґідсон                |
| Найкраща пісня до фільму                      | Carioca — «Політ у Ріо», музика: Вінсент Юменс, текст: Едвард Еліску та Ґас Кан                   |
| Найкраща пісня до фільму                      | Love in Bloom — «Вона мене не кохає», музика: Ральф Рейнджер, текст: Лео Робін                    |
| Найкраща операторська робота                  | «Клеопатра»/Cleopatra — Віктор Мілнер                                                             |
| Найкраща операторська робота                  | «Оператор 13»/Operator 13 — Джордж Фолсі                                                          |
| Найкраща операторська робота                  | «Романи Челліні»/The Affairs of Cellini — Чарльз Рошер                                            |
| Найкраща робота художника-постановника        | «Весела вдова»/The Merry Widow — Седрік Гіббонс, Фредрік Гоуп                                     |
| Найкраща робота художника-постановника        | «Романи Челліні»/The Affairs of Cellini — Річард Дей                                              |
| Найкраща робота художника-постановника        | «Веселе розлучення»/The Gay Divorcee — Ван Нест Полґлейс, Керролл Кларк                           |
| Найкращий монтаж                              | «Ескімос»/Eskimo — Конрад Нервіґ                                                                  |
| Найкращий монтаж                              | «Клеопатра»/Cleopatra — Енн Бошенс                                                                |
| Найкращий монтаж                              | «Одна ніч кохання»/One Night of Love — Джин Мілфорд                                               |
| Найкращий звук                                | «Одна ніч кохання»/One Night of Love — Джон Ліведері, Columbia Studio Sound Department            |
| Найкращий звук                                | «Парад білих халатів»/The White Parade — Едмунд Гансен, Fox Studio Sound Department               |
| Найкращий звук                                | «Веселе розлучення»/The Gay Divorcee — Карл Дрегер, RKO Radio Studio Sound Department             |
| Найкращий звук                                | «Хай живе Вілья!»/Viva Villa! — Дуглас Ширер, MGM Studio Sound Department                         |
| Найкращий звук                                | «Доріжка флірту»/Flirtation Walk — Натан Левін, Warner Brothers Studio Sound Department]]         |
| Найкращий звук                                | «Імітація життя»/Imitation of Life — Теодор Содерберґ, Universal Studio Sound Department          |
| Найкращий звук                                | «Клеопатра»/Cleopatra — Франклін Хансен, Paramount Studio Sound Department                        |
| Найкращий звук                                | «Романи Челліні»/The Affairs of Cellini — Томас Моултон, United Artists Studio Sound Department   |
| Найкращий асистент режисера                   | Джон Вотерс — «Хай живе Вілья!» / Viva Villa!                                                     |
| Найкращий асистент режисера                   | Скотт Біл — «Імітація життя» / Imitation of Life                                                  |
| Найкращий асистент режисера                   | Каллен Тейт — «Клеопатра» / Cleopatra                                                             |
| Найкращий комедійний короткометражний фільм   | «Кукарача» / La Cucaracha — Кеннет Макговен                                                       |
| Найкращий комедійний короткометражний фільм   | «Люди в чорному» / Men in Black — Джулс Вайт                                                      |
| Найкращий комедійний короткометражний фільм   | «Ніяких чоловіків!» / What, No Men! — Warner Brothers                                             |
| Найкращий новаторський короткометражний фільм | «Воскове місто» / City of Wax — Стейсі Вудард та Горацій Вудард                                   |
| Найкращий новаторський короткометражний фільм | «Найкращі друзі» / Bosom Friends — Skibo Productions                                              |
| Найкращий новаторський короткометражний фільм | «Страйки і спейри» / Strikes and Spares — Піт Сміт                                                |
| Найкращий короткометражний мультфільм         | «Черепаха та заєць» / The Tortoise and the Hare — Волт Дісней                                     |
| Найкращий короткометражний мультфільм         | «Країна свят» / Holiday Land — Чарльз Мінтц                                                       |
| Найкращий короткометражний мультфільм         | «Веселі маленькі ельфи» / Jolly Little Elves — Волтер Ланц                                        |

## Молодіжна нагорода Академії

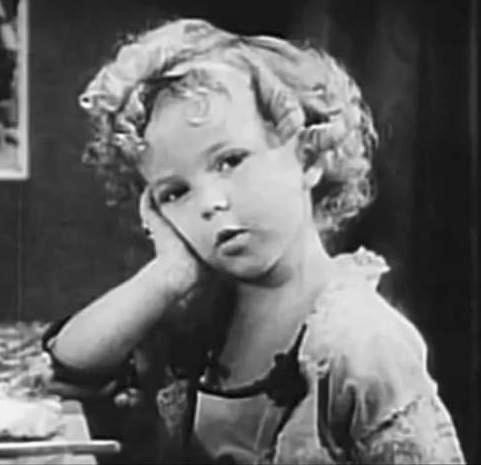
Ширлі Темпл, за видатний внесок в розважальне кіно